# Бужор-Ходає
Бужор-Ходає (рум. Bujor-Hodaie) — село у повіті Муреш в Румунії. Входить до складу комуни Зау-де-Кимпіє.
Село розташоване на відстані 287 км на північний захід від Бухареста, 32 км на захід від Тиргу-Муреша, 45 км на схід від Клуж-Напоки.

## Населення
За даними перепису населення 2002 року у селі проживали 50 осіб. Усі жителі села рідною мовою назвали румунську.
Національний склад населення села:
| Національність | Кількість осіб | Відсоток |
| -------------- | -------------- | -------- |
| цигани         | 28             | 56,0%    |
| румуни         | 22             | 44,0%    |